# De Jamies
De Jamies zijn prijzen voor Vlaamse onlinevideomakers. De prijzen worden jaarlijks toegekend door bekende Vlamingen in verschillende categorieën op het Filmfestival in Oostende. De Jamies werden in 2021 opgericht om erkenning te geven aan online talent. De Jamies zijn een afgeleide van de Ensors, genoemd naar de Oostendse schilder James Ensor. De eerste editie vond plaats in januari 2021.

## Achtergrond
In het buitenland zijn prijzen voor onlinevideomakers al langer een ding. In de Verenigde Staten worden sinds 2009 de Shorty Awards en in Nederland sinds 2015 de VEED Awards uitgereikt. Vanuit een samenwerking van Hurae (het creatief bureau van Hannes Coudenys) en Filmfestival Oostende in 2019 werden De Jamies ontwikkeld op formaat van de Ensors, maar dan voor het internet. In het filmfestival van Oostende zijn de Ensors sinds 2010 de vaste jaarlijkse televisieprijzen.

### Categorieën
De Jamies bestaan uit veertien categorieën: vlog, fictie, lifestyle, dans & muziek, comedy, explainer, TikTok, TikTok Business, YouTube, Instagram, Kastiop Award, videograaf, opkomend talent en gamestreamer.
Een van de genomineerden met de meeste online stemmen neemt de publieksprijs 'beste online creator' in ontvangst.

## Verloop
Via de officiële website van de Jamies kunnen de kijkers zelf enkele maanden op voorhand insturen wie zij willen nomineren. Enkele weken voor de uitreiking worden uit deze inzendingen 8 tot 10 officiële genomineerden per categorie gekozen. De uitreiking van de Jamies valt op de voorlaatste dag van het Filmfestival van Oostende.

## De Jamies
In 2021 waren de winnaars toegekend in een live-uitzending op 21 januari op Eén en op YouTube. Presentators waren Soe Nsuki en Sander Gillis.
Een overzicht van de 84 genomineerden bij de eerste editie, bij de tweede en 120 bij de derde:

### Vlog - Vlogging Jamie
Prijs voor beste vlogger
| Jaar                  | 2021                                                                              | 2022 | 2023                                                                             | 2024 | 2025 |
| --------------------- | --------------------------------------------------------------------------------- | --- | -------------------------------------------------------------------------------- | --- | --- |
| Winnaar               | Acid                                                                              | JustJade | Acid                                                                             | Jonatan Medart | Stien Edlund |
| 2de plaats            | Ender Scholtens                                                                   | | Jonatan Medart                                                                   | | |
| 3de plaats            | Celine & Michiel                                                                  | | Ender Scholtens                                                                  | | |
| Overige genomineerden | Ergin Achterklap Lifestyle Spot Mike Pro Sam Bettens Samuel De Graef Sofie Senden | Bunny Vlogs Ender Scholtens Familie Meerschaert Hannes Vlogt K3 Michael Amani NICEfamily Nona Van Braeckel Sofie Senden | Lifestylespot Munchi NICEfamily Oussi Footy Samuel de Graef Sarah Puttemans Siaz | Lifestylespot Michael Amani NICEfamily Nona Van Braeckel Sachi Sarah Puttemans Sofie Senden Steffi Mercie Stien Edlund | Elisabeth Lucie Baeten Curlyfie Bo Oostvogels Imke Vanhoutven Lifestyle Spot Michael Amani NICEFamily Orlando & Glenn Sarah Puttemans |

### Online fictie - Fiction Jamie
Prijs voor beste online fictie
| Jaar                  | 2021                                        | 2022                                                          | 2023                                                                           | 2024 | 2025                                                                      |
| --------------------- | ------------------------------------------- | ------------------------------------------------------------- | ------------------------------------------------------------------------------ | --- | ------------------------------------------------------------------------- |
| Winnaar               | wtFOCK                                      | wtFOCK                                                        | 2DEZIT                                                                         | Knokke Off | Single Bells                                                              |
| 2de plaats            | Brak                                        | /                                                             | #LikeMe                                                                        | |                                                                           |
| 3de plaats            | #LikeMe                                     | /                                                             | Meisjes                                                                        | |                                                                           |
| Overige genomineerden | D5R Ik u ook Meisjes Vloglab Mystery Wh@evR | Bathroom Stories D5R Meisjes Panna VLOGLAB #Stories Whatchapp | Couples Therapy D5R Doe Zo Voort Hacked Match Roomies VLOGLAB Forever #Stories | 2DEZIT De laatste dag De Wereld in het Kleijn Déjà Vu – Alles is Voorbestemd Exen Hamsters Liefdestips aan mezelf F*** You Very, Very Much S2 wtFOCK: Anaïs | 2DEZIT 9 Feestjes voor de Kater BLUR Kameleon Styx TriZombie wtFOCK: Otis |

### Lifestyle
Beste lifestyle verdween vanaf 2024.
| Jaar                  | 2021                                                                                           | 2022 | 2023 |
| --------------------- | ---------------------------------------------------------------------------------------------- | --- | --- |
| Winnaar               | Bockie De Repper                                                                               | With Kids on the Road | Average Rob                                                                                               |
| 2de plaats            | Nanou ASMR                                                                                     | / | Steffi Mercie                                                                                             |
| 3de plaats            | Vexx                                                                                           | / | Jaël Ost                                                                                                  |
| Overige genomineerden | An-Katrien Casselman Dennis Van Peel Joachim Badejoh Joppe DC Manou Cohen Martine Prenen Pixie | Amber Ansah Anna-Livia ENFNTS TERRIBLES Hetisdemerckx Lifestyle Spot Steven Gielis Tiany Kiriloff Trix Eden Breuls Veronique Leysen | Aaron De Groeve Angelo Dorny ENFNTS TERRIBLES freiavl Het Is De Merckx On Adventure With Dad Sofie Dumont |

### Dans & muziek - Music Jamie
Prijs voor beste gebruik van muziek
| Jaar                  | 2021 | 2022 | 2023                                                                                          | 2024                                                                                | 2025                                                                             |
| --------------------- | --- | --- | --------------------------------------------------------------------------------------------- | ----------------------------------------------------------------------------------- | -------------------------------------------------------------------------------- |
| Winnaar               | Chuki Beats                                                                                                  | Dansstudio Sarah | Michael Amani                                                                                 | Michael Amani                                                                       | Yung Mavu                                                                        |
| 2de plaats            | Dansstudio Sarah                                                                                             | / | Clémentine Caron                                                                              |                                                                                     |                                                                                  |
| 3de plaats            | Celine & Michiel                                                                                             | / | Pommelien Thijs                                                                               |                                                                                     |                                                                                  |
| Overige genomineerden | Ella Kasumovic Gill Requiere Hindahouse Kijken Mag Malik Mohammed Omdat het kan Soundsystem Vlaams Radiokoor | Abattoir Anvers Camille Dhont Chuki Beats Dino Daan Julie Vermeire Laurins Dursin Lost Frequencies Malik Mohammed Manuals | Camille Dhont Chuki Beats Dino Daan Gabbarapunzel Joffrey Anane Julie Vermeire Malik Mohammed | Arthur Lewis Berre Bo Baesen Camille Dhondt Chuki Beats Dino Daan Faisal Oski Parsa | Berre Faisxl Femke Verschueren Oski Jokke Milan Meert Tola OG Fabiow IIII (Four) |

### Online comedy - Comedy Jamie
Prijs voor beste maker van grappige video's
| Jaar                  | 2021                                                                           | 2022 | 2023                                                                                   | 2024 | 2025 |
| --------------------- | ------------------------------------------------------------------------------ | --- | -------------------------------------------------------------------------------------- | --- | --- |
| Winnaar               | Average Rob                                                                    | Supercontent | Afro Belg                                                                              | Chris Lobanzo | Jietse Pauwaert                                                                                                |
| 2de plaats            | Jamilla Baidou                                                                 | / | Timon Verbeeck                                                                         | | |
| 3de plaats            | Memes van ‘t Stad                                                              | / | Elodie Gabias                                                                          | | |
| Overige genomineerden | UnaGize Jetter Jietse Pauwaert Kurkdroog Lukas Lelie Sara Leemans Supercontent | Afro Belg Average Rob Bockie De Repper Caroline Van Cauter Elodie Gabias Jietse Pauwaert Kurkdroog Shauna Dewitt Verlenkabel | Bertnoternie Bowa Chris Lobanzo Kamielus Luna Cottenier Pengtinguitjestad Shauna Dewit | Bert De Kock Elias Verwilt Elisabeth Lucie Baeten Elodie Gabias Henokd Lorentia Veppi Luna Cottenier Shauna Dewit Timon Verbeeck | Afkortenbroer Botlu17 Elias Verwilt Henokd Timon Verbeeck Shauna Dewit Luna Claessens Lorentie Veppi Kurkdroog |

### Explainer - Explaining Jamie
Prijs voor beste maker van explainers
| Jaar                  | 2021 | 2022                                                                                                   | 2023                                                                                                | 2024 | 2025 |
| --------------------- | --- | --- | --------------------------------------------------------------------------------------------------- | --- | --- |
| Winnaar               | Faqda | Martijn Peters                                                                                         | NWS NWS NWS                                                                                         | NWS NWS NWS | Survival Coppens |
| 2de plaats            | Zwijgen is geen optie                                                                                                 | / | Karrewiet                                                                                           | | |
| 3de plaats            | Linde Merckpoel | / | Faqda                                                                                               | | |
| Overige genomineerden | Canvas: De #klimaatraad Chuki Beats De Koterij van Henk Rijckaert Presstube Sander Bauwens Steven Van Belleghem Up2D8 | Chuki Beats II Cinecom Faqda Henk Rijckaert Karrewiet Klasse Lam Gods Gezocht Meer onverwacht The Gaze | Charlotte Van Brabander Henk Rijckaert HLN TikTok Jelle Vermandere Koolcast Martijn Peters The Gaze | Celine Healthy Habits Henk Rijckaert Jelle Vermandere Joris Hermans Martijn Peters Mel meliciousss Slim Sparen Steven Van Belleghem The Gaze | Lotte Sierens Jacotte Brokken Hoedjevansamir Jors Hermans Martijn Peters Slimsparen Steven Van Belleghem The Gaze Mel Meliciousss |

### TikTok
Beste TikTok verdween vanaf 2023.
| Jaar                  | 2021 | 2022 |
| --------------------- | --- | --- |
| Winnaar               | Jonatan Medart                                                                                              | Lilqra |
| 2de plaats            | Nicolas Caeyers                                                                                             | / |
| 3de plaats            | Gerben Tuerlinckx                                                                                           | / |
| Overige genomineerden | Bowa Chuki Beats Caroline Van Cauter Céline Dept Club Brugge Elias Verwilt Imke Van Houtven Magnolia Tsogbe | Aaron De Groeve Elias Verwilt Freia VL Janometeenj Jonatan Medart Malik Moirene Miss Sylva Molly Kate Timon Verbeeck |

### Beste TikTok Business (sinds 2023 Beste Business) - Business Jamie
Prijs voor beste online videoteam voor merken
| Jaar                  | 2022                                                                                                   | 2023                                                                                   | 2024                                                                                             | 2025                                                                         |
| --------------------- | --- | -------------------------------------------------------------------------------------- | ------------------------------------------------------------------------------------------------ | ---------------------------------------------------------------------------- |
| Winnaar               | MNM | VTM GO                                                                                 | Qmusic                                                                                           | Nws.nws.nws                                                                  |
| 2de plaats            | / | Sporza Radio                                                                           |                                                                                                  |                                                                              |
| 3de plaats            | / | Supercontent                                                                           |                                                                                                  |                                                                              |
| Overige genomineerden | Karrewiet Ketnet Q-Music Eleven Sports Bcsignature The Window Master Sporza Studio Brussel Technopolis | Avo&Cado Frituur Natuur Marke HLN TikTok MNM Pat-Nutrition Smile Safari Studio Brussel | Game Mania – Pop’d HLN TikTok Loop Earplugs MNM Patnutrition Sporza Studio Brussel TAGMAG VTM GO | HLN Ikea Belgium MNM Pureto Qmusic Sporza Studio Brussel Tagmag Toutbienpils |

### Beste opkomend talent - Rising Jamie
Sinds 2024 Streamz award voor beste rising star
| Jaar                  | 2022                                                         | 2023                                                                                              | 2024 | 2025 |
| --------------------- | ------------------------------------------------------------ | ------------------------------------------------------------------------------------------------- | --- | --- |
| Winnaar               | Junior Vertongen                                             | Clémentine Caron                                                                                  | Nastasya Chernook | Louise Goedefroy                                                                                                 |
| 2de plaats            | Hanne Lemmens                                                | Pengtinguitjestad                                                                                 | | |
| 3de plaats            | Giana De kat                                                 | Aurelie Zeebroek                                                                                  | | |
| Overige genomineerden | Acacia Jr AntwerPanda Frapsel Jetter NXTPOP Siaz Siebe Maris | Doreen – Life is like a lemon Fem – Loonieslibrary Freiavl indysteps Munchi Simeon Laurens YoniHX | Eben Yehemdi Ferre van den Broeck Gilles Mbiye-Beya Joran Meyers (Bruisbal) Jul Goossens Laura Bekaert Nathan Bouts Nona Van Braeckel Pepijn Vandelanotte | Bruisbal Bo Oostvogels Dorien Nuts Eleonore Vanbavel Fabiow Kassaticket Survivalcoppens Yourbabybarbra YungJamie |

### YouTube
Beste YouTube verdween na 2022
| Jaar                  | 2022 |
| --------------------- | --- |
| Winnaar               | Average Rob |
| Overige genomineerden | Acid Jamie's Job Hunt JustNicolas Linde Merckpoel Nanou Philips Presstube Samuel De Graef Social House Stien Edlund |

### Instagram
Beste Instagram verdween na 2021
| Jaar                  | 2021 |
| --------------------- | --- |
| Winnaar               | Hakim Chatar                                                                                            |
| 2de plaats            | Jens Dendoncker & Lauren Versnick                                                                       |
| 3de plaats            | Ella Leyers                                                                                             |
| Overige genomineerden | Elo Gabias HetisdeMerckx Jessica de Block Nicolas Grootjans Onbespreekbaar Rhymezlikedimez Serine Ayari |

### Gamestreamer - Kastiop award
Prijs voor beste gamecontent
Door het plotse overlijden van de Hasseltse Youtuber Kastiop was hij eervol genomineerd in de categorie ‘Beste gamestreamer’. Sinds 2021 is dit de De Kastiop Award.
| Jaar                  | 2021                                                    | 2022                                                                                            | 2023                                                               | 2024                                                                                       | 2025                                                                                                  |
| --------------------- | ------------------------------------------------------- | ----------------------------------------------------------------------------------------------- | ------------------------------------------------------------------ | ------------------------------------------------------------------------------------------ | --- |
| Winnaar               | Kastiop                                                 | Nessiruu                                                                                        | Twoosie                                                            | Michiel Vandeweert                                                                         | Twoosie                                                                                               |
| 2de plaats            | ItsAmarantha                                            | /                                                                                               | Michiel Vandeweert                                                 |                                                                                            | |
| 3de plaats            | Ryan Debacker                                           | /                                                                                               | Xander De Rycke                                                    |                                                                                            | |
| Overige genomineerden | Abulic Acid Arturito Eskea Espe Gloozi Mr Cobblewobbles | Abulic Arturito Cobblewobbles DikkeSvekke Espe Gloozi ItsAmarantha Itsnoomie Laagvliet Onylight | Abulic Acid CasualGorilla DikkeSvekke Gloozi Laagvliet Ziczackitty | Abulic CasualGorilla Dikke Svekke Game Kast laagvliet mr_dezz nessiruu Twoosie ZicZacKitty | abulic CasualGorilla DikkeSvekke Foxieke Joaquimblaze Laagvliet MichielVandeweert mr_DEZZ ziczackitty |

### Quarter Life Achievement
Uitgereikt vanaf 2023 en verdween vanaf 2024
| Jaar                  | 2023                                                                                                  |
| --------------------- | --- |
| Winnaar               | Vexx                                                                                                  |
| 2de plaats            | Average Rob                                                                                           |
| 3de plaats            | Acid                                                                                                  |
| Overige genomineerden | Céline & Michiel Ender Scholtens Henk Rijckaert Jamie-Lee Six Tiany Kiriloff Sander Bauwens Presstube |

### Content Creator
De publieksprijs gestemd door de kijkers verdween vanaf 2023
| Jaar       | 2021           | 2022 | 2023 |
| ---------- | -------------- | ---- | ---- |
| Winnaar    | Acid           | Acid | Acid |
| 2de plaats | Jonatan Medart | /    |      |
| 3de plaats | Supercontent   | /    |      |

### Nimcel
Alle genomineerden in deze categorie kregen de prijs en verdween vanaf 2024.
| Jaar                   | 2023 |
| ---------------------- | --- |
| Genomineerden/winnaars | Timothy Tancré Stijnindetrein Sergekee Platzak Parsa Juf Siham Hanne Lemmens Glotchulo Doebsie De naam is Thibaut |

### Sociaalste creator
Verdween vanaf 2024.
| Jaar                  | 2023 |
| --------------------- | --- |
| Winnaar               | Jonatan Medart |
| Overige genomineerden | Bo Baesen Eve the Econista Jaël Ost Mel Meliciousss Steffi Mercie Steven Gielis Sofie Senden Tybe Hendrickx Zwijgen is geen optie |

### Beste video van het jaar - Epic Jamie
Prijs voor beste video van het jaar
| Jaar    | 2023                             | 2024                              | 2025                           |
| ------- | -------------------------------- | --------------------------------- | ------------------------------ |
| Winnaar | Mijn coming out - Jonatan Medart | Average Rob - Becoming an ironman | Average Rob - On met la patate |

### Long Jamie
Prijs voor beste maker van lange video's
| Jaar                  | 2024 | 2025                                                                                |
| --------------------- | --- | ----------------------------------------------------------------------------------- |
| Winnaar               | Acid | Soggy Cerealz                                                                       |
| 2de plaats            | |                                                                                     |
| 3de plaats            | |                                                                                     |
| Overige genomineerden | Acacia Jr. Average Rob Celine & Michiel Jamilla Baidou JustJade NanouASMR OussiFooty Platzak Sander Bauwens | AbelElJackson Acid Average Rob Henk Rijckaert JustJade Mrkrul Osakio Sachiii Syroop |

### Short Jamie
Prijs voor beste maker van korte video's
| Jaar                  | 2024 | 2025 |
| --------------------- | --- | --- |
| 1ste plaats           | Elodie Gabias | Elodie Gabias |
| Overige genomineerden | Botlu Celine & Michiel Jonatan Medart Freia Van Lint Gerben Tuerlinckx Kamielus Maximiliaan Verheyen Timon Verbeeck Withkidsontheroad | Freia Van Lint Gerben Tuerlinckx Gewoon m.0 Jaël Ost Jefezeven Louise Goedefroy Maximilaanv Mr Flemish Steffi Mercie |

### Reality Jamie
Prijs voor beste online reality
| Jaar                  | 2024 | 2025 |
| --------------------- | --- | --- |
| 1ste plaats           | De Leven met Gerben en Steffi | Burger House |
| Overige genomineerden | Anthony Kumpen: The Long Road Home Bingo Life Burger House Kurkdroog: Challenge Accepted MakeUpDate NO CAP: Sugar Daddies Rainbow Remco Tagmansion The Worst Rated Show | Bad Bad Belgium De Strijd om Goud Drugs Dus De Leven met Gerben en Steffi Menopauzia NO CAP Polyamorie: Liefde in overvloed Quentin’s Treehouse Wat is liefde? |

### Commercial collab Jamie
Prijs voor beste samenwerking tussen merk en online maker
| Jaar                  | 2024 | 2025 |
| --------------------- | --- | --- |
| 1ste plaats           | Bockie De Repper x Accountants Van Morgen | Ender Scholtens x Zalando |
| Overige genomineerden | Average Rob x Philips OneBlade Bowa x airup Celine Dept x PlayStation Elias Verwilt x Sauzen Pauwels Elodie Gabias x Breeze Jietse Pauwaert x bpost Maximiliaan Verheyen x Gezond Leven vzw Michael Amani x Payconiq Timon Verbeeck x La Lorraine | Abulic TV x FRITZ!Box Nederland Acid x Bonnetje.nl Anastasya Chernook x Urilys Arnothekid x Jouw Lokale Huisapotheker Average Rob x De Vegetarische Slager Elias Verwilt x Samsung Elisabeth Lucie Baeten x Bolt Hakim x Hakim Kamielus x Erfgoeddag |

### Niche Jamie
Prijs voor beste focused content
| Jaar                  | 2024 | 2025                                                                                                 |
| --------------------- | --- | --- |
| 1ste plaats           | Maureen Naudts | Kamielus                                                                                             |
| Overige genomineerden | Aaaronthepoolshark Aaron De Groeve Dansstudio Sarah Indy Steps Marie Ann & co Martijn Debbaut Picnic Pleasures Presstube The Steelhouse | Bvomortier CubeHead Gudruhnespel Heymans.John Marie.ann NanouASMR Ninalotte Sir_jerom Tramfanantwerp |

### Skilled Jamie
Prijs voor de beste videoskills - verkozen door vakjury
| Jaar                  | 2024                                                                                             | 2025 |
| --------------------- | ------------------------------------------------------------------------------------------------ | --- |
| 1ste plaats           | The Gaze                                                                                         | Syroop |
| Overige genomineerden | CinecomCrew Matthyaz Milan Cools onadventurewithdad Sachi Sam Haeghens Supercontent Syroop UP2D8 | CinecomCrew Jietse Pauwaert Matthias Vollon Maureen Naudts Milan Cools Mr Flemish Onadventurewithdad Sachi UP2D8 |

### Talking Jamie
Prijs voor beste videopodcast
| Jaar                  | 2024 | 2025 |
| --------------------- | --- | --- |
| 1ste plaats           | Ender Scholtens - Gossip Guy | Four Real Podcast |
| Overige genomineerden | Achter de Schermen Foto's met Kurkdroog Friends of Sports Frietcast Koolcast Onbespreekbaar Plenty to Say Talks with Charly Welcome To The AA | Achter de Schermen Bless The Mess Frietcast Ender Scholtens - Gossip Guy Kip en Avocado Kletsuurtje Plenty to Say Talks with Charly Vrolijke Vrekken |

### De Jamie
Prijs voor beste maker van het jaar
Prijs verkozen door de genomineerden.
| Jaar    | 2024        | 2025           |
| ------- | ----------- | -------------- |
| Winnaar | Average Rob | Timon Verbeeck |

### Statistieken
Een overzicht van de creators die de meeste nominaties en meeste awards kregen:

#### Meeste nominaties
| Aantal | Creator         |
| ------ | --------------- |
| 9      | Acid            |
| 9      | Average Rob     |
| 7      | Jonatan Medart  |
| 7      | Chucki Beats    |
| 7      | Ender Scholtens |
| 7      | Céline Dept     |
| 6      | Michael Amani   |
| 6      | Abulic          |
| 6      | Elodie Gabias   |
| 6      | Elias Verwilt   |
| 6      | Henk Rijckaert  |
| 6      | Steffi Mercie   |
| 5      | Timon Verbeeck  |
| 5      | Supercontent    |
| 5      | Jietse Pauwaert |
| 5      | The Gaze        |

#### Meeste awards
| Awards | Creator        |
| ------ | -------------- |
| 6      | Acid           |
| 6      | Average Rob    |
| 4      | Jonatan Medart |
| 3      | Nws.nws.nws    |